# Liburnia furcifera
Liburnia furcifera är en insektsart som först beskrevs av Géza Horváth 1899.  Liburnia furcifera ingår i släktet Liburnia och familjen sporrstritar.

## Underarter
Arten delas in i följande underarter:
- L. f. capensis
- L. f. kolophon
- L. f. nigeriensis